# Slavă Estică Veche
Slava veche de est sau rusa veche (în rusă Древнеру́сский язы́к) a fost o limbă folosită în secolele X-XV de către slavii de est în Rusia Kieveană și în statele care au evoluat după prăbușirea acesteia, din care mai târziu au evoluat limbile rusă, bielorusă, ucraineană și ruteană.